# قائمة الأشخاص المصابين بالتقزم

صورة لسيباستيان دي مورا ودييغو فيلاسكيز

هذه القائمة خاصة بالأشخاص المعروفين بالتقزم والذين كانوا منفتحين حول حالتهم. على الرغم من أن هؤلاء الأشخاص ليسوا معروفين بأنهم الأقصر على الإطلاق، إلا أنهم ذكروا في مصادر توضح كيف أثرت الحالة على حياتهم. يحدث التقزم بسبب عدة أنواع مختلفة من الحالات الطبية، عادةً ما يُصنف الشخص البالغ بأنه مصاب بالتقزم إذا كان طوله 147 سم (4 أقدام و10 بوصات) أو أقل.  لا تتوفر سجلات أو مصادر جيدة متعلقة بالأشخاص المصابين بالتقزم، مما أدى إلى تقدير أطوالهم بناءً على الشهود العيان. في بعض الحالات، يكون طول الشخص غير معروف باستثناء أنه أشير إلى قصر قامته في وسائل الإعلام المختلفة. لا تتضمن هذه القائمة كل الشخصيات البارزة التي تُعاني من التقزم.

## الممثلون والممثلات
متوفي

  لا يزال على قيد الحياة

| الجنسية          | الطول                   | الاسم              | الملاحظات | العمر      |
| ---------------- | ----------------------- | ------------------ | --- | ---------- |
| الهند            | 76 cm (30 in)           | أجاي كومار         | ممثل ومخرج هندي هو صاحب الرقم القياسي في موسوعة غينيس لكونه أقصر ممثل يؤدي شخصية في فيلم طويل | 1976–      |
| كينيا            | 121 cm {48 in}          | Davis mwabili      | اشتهر على نطاق واسع في كينيا بدوره الشهير في المسلسل الكوميدي المفتش موالين. | 1971-      |
| الولايات المتحدة | 81 سـم (32 بوصة)        | فيرن تروير         | ممثل أمريكي ومؤدي مشاهد خطرة اشتهر بدور ميني مي في سلسلة أفلام أوستن باورز الكوميدية | 1969–2018  |
| كندا             | 81 سـم (32 بوصة)        | ليندن بوركو ‏       | ممثل كندي، اشتهر بلعبه دور بديل لشخصية مارلون ويانز في فيلم ليتل مان. | 1996–      |
| المجر            | 84 سـم (33 بوصة)        | ميتشو ميسزاروس ‏    | | 1939–2016  |
| الولايات المتحدة | 86 سـم (34 بوصة)        | بات بيلون ‏         | اشتهر بأدائه في فيلم تحت قوس قزح و فيلم إي تي. | 1947–1983  |
| الولايات المتحدة | 89 سـم (35 بوصة)        | أنجيلو روسيتو      | كان أنجيلو ممثلًا أمريكيًا وكان يُطلق عليه اسم أنجي الصغير أو مو. كان أحد الممثلين في الفيلم الكلاسيكي فريكس. | 1908–1991  |
| الولايات المتحدة | 91 سـم (36 بوصة)        | إريك لينش ‏         | ممثل وكاتب أمريكي وعضو سابق في واك باك لبرنامج هوارد ستيرن شو. | 1975–2014  |
| الولايات المتحدة | 97 سـم (38 بوصة)        | جوش إيفانز         | ممثل أمريكي مصاب بمرض التنسج الغضروفي، اشتهر بدور تيمي لينوكس في المسلسل التلفزيوني باشينز. | 1982–2002  |
| الولايات المتحدة | 97 سـم (38 بوصة)        | ميكي بوست          | | 1982–2018  |
| المملكة المتحدة  | 104 سـم (41 بوصة)       | أنابيل ديفيس       | ممثلة بريطانية اشتهرت بدورها ساشا بيلمان في فيلم مكب النفايات. وهي ابنة الممثل ومقدم البرامج التلفزيونية راويك ديفيز وسامانثا ديفيس. | 1997–      |
| الولايات المتحدة | 107 سـم (42 بوصة)       | توني كوكس          | ممثل أمريكي اشتهر بأدواره في سانتا الشرير (فيلم)، أنا ونفسي وإيرين وفيلم موعد. | 1958–      |
| الولايات المتحدة | 106 سـم (42 بوصة)       | فيل فونداكارو ‏     | ظهر فونداكارو في فيلم حرب النجوم الجزء السادس: عودة الجيداي في دور إيوك | 1958–      |
| المملكة المتحدة  | 107 سـم (42 بوصة)       | راويك ديفيز        | ممثل بريطاني مصاب بخلل التنسج الفقاري الخلقي. اشتهر ديفيز بدور ويكيت واريك من سلسلة حرب النجوم | 1970–      |
| أستراليا         | 114 سـم (45 بوصة)       | كيرونا ستاميل      | مُمثلة أسترالية حصلت على أول دور رئيسي لها في فيلم الطاحونة الحمراء في دور الأميرة الصغيرة. | 1981–      |
| الولايات المتحدة | 109 سـم (43 بوصة)       | مايكل ج. أندرسون   | ممثل أمريكي اشتهر بأدائه في مسلسل توين بيكس. | 1953–      |
| المملكة المتحدة  | 112 سـم (44 بوصة)       | كيني بيكر          | ممثل إنجليزي أدى دور آر تو دي تو في سلسلة حرب النجوم. | 1934–2016  |
| المملكة المتحدة  | 110 سـم (43 بوصة)       | جيمي في            | ممثل اسكتلندي جسّد دور آر تو دي تو فس سلسلة حرب النجوم: الحلقة السابعة وما بعدها. | 1959–      |
| الولايات المتحدة | 114 سـم (45 بوصة)       | بيلي بارتي         | ممثل أمريكي مصاب بنقص تنسج الغضروف والشعر، قام بأدوار متعددة في السينما منذ عام 1927 حتى وفاته. | 1924–2000  |
| الولايات المتحدة | 114 سـم (45 بوصة)       | بريدجيت باورز ‏     | ممثلة إباحية أمريكية معروفة أيضًا باسم بريدجيت القزم. | 1980–      |
| الولايات المتحدة | 115 سـم (45 بوصة)       | مارك بوفينيلي ‏     | | 1971–      |
| الولايات المتحدة | 116.8 سـم (46.0 بوصة)   | مايكل دن           | ممثل أمريكي مرشح لجائزة الأوسكار (لأفضل ممثل مساعد في فيلم سفينة الحمقى) مصاب بخلل التنسج الفقاري. | 1934–1973  |
| الولايات المتحدة | 119.3 سـم (47.0 بوصة)   | جوني روفنتيني ‏     | | 1910–1998  |
| الولايات المتحدة | 119 سـم (47 بوصة)       | باتي مالوني        | مالوني هي ممثلة أمريكية جسدت دور هونك في فيلم المجانين في الفضاء. | 1936–      |
| إيطاليا          | 119.3 سـم (47.0 بوصة)   | فيليكس سيلا ‏       | ممثل أمريكي من أصل إيطالي اشتهر بأداء دور ابن العم إيت (الذي أدى دوره توني ماغرو) في المسلسل التلفزيوني عائلة آدامز عام 1964. | 1937–2021  |
| فرنسا            | 119.3 سـم (47.0 بوصة)   | هيرفي فيليتشايز    | ممثل فرنسي المولد، اشتهر بأدواره في الرجل ذو المسدس الذهبي وجزيرة الخيال. | 1943–1993  |
| المملكة المتحدة  | 119.3 سـم (47.0 بوصة)   | ديفيد رابابورت ‏    | كان رابابورت ممثلًا بريطانيًا اشتهر بأدواره في فيلمي لصوص الزمن والعروس. | 1951–1990  |
| الولايات المتحدة | 121.9 سـم (48.0 بوصة)   | مايكل جيلدن        | الممثل الأمريكي لعب دور البطولة في المسلسل التلفزيوني إن سي آي إس. | 1962–2006  |
| الولايات المتحدة | 121.9 سـم (48.0 بوصة)   | داني وودبورن       | الممثل الأمريكي الذي اشتهر بدوره في المسلسل التلفزيوني الكوميدي ساينفيلد في دور ميكي أبوت. | 1964–      |
| الولايات المتحدة | 122 سـم (48 بوصة)       | شورتي روسي ‏        | نجم فيلم بيت بوز ومالك شركة شورتي وود للإنتاج. | 1969–      |
| الولايات المتحدة | 122 سـم (48 بوصة)       | ميريديث إيتون      | ممثلة أمريكية اشتهرت بتجسيدها لدور المحامية إيميلي ريسنيك في المسلسل التلفزيوني قانون الأسرة على شبكة سي بي إس، ومشاركتها في مسلسل بوسطن ليغال في دور بيثاني هورويتز على شبكة إيه بي سي، وأدائها دور ماتيلدا ويبر في مسلسل ماكجيفر على شبكة سي بي إس. | 1974–      |
| الولايات المتحدة | 123 سـم (48 بوصة)       | جيسون أكونيا       | أكونيا هو متزلج أمريكي مصاب بمرض التصلب الغضروفي، ويُعرف أيضاً باسم وي مان. وهو أحد نجوم المسلسل التلفزيوني المغفل. | 1973–      |
| الولايات المتحدة | 124.4 سـم (49.0 بوصة)   | مارتن كليبا        | ممثل أمريكي اشتهر من خلال سلسلة قراصنة الكاريبي في دور مارتي. | 1969–      |
| الولايات المتحدة | 127 سـم (50 بوصة)       | ماثيو رولوف        | ممثل ومؤلف ورجل أعمال أمريكي مصاب بخلل التنسج المقوس. وقد ظهر في البرنامج التلفزيوني ليتل بيبول بيغ وورلد. | 1961–      |
| الولايات المتحدة | 129.5 سـم (51.0 بوصة)   | زيلدا روبنشتاين    | ممثلة أمريكية، اشتهرت بدورها في فيلم روح شريرة في دور تانجينا بارونز. | 1933–2010  |
| مالطا            | 130 سـم (51 بوصة)       | أنجيلو مسقط ‏       | ممثل إنجليزي مالطي، اشتهر بدور كبير الخدم في فيلم السجين. | 1930–1977  |
| روسيا            | 130 سـم (51 بوصة)       | فلاديمير فيودوروف ‏ | ممثل سوفيتي وروسي، اشتهر بأداء دور تشيرنومور في فيلم رسلان ولودميلا. | 1939–2021  |
| المكسيك          | 130 سـم (51 بوصة)       | تشوي برافو ‏        | | 1956–2019  |
| فرنسا            | 132 سـم (52 بوصة)       | ميمي ماثي ‏         | ممثلة كوميدية فرنسية اشتهرت في المسلسل التلفزيوني جوزيفين بدورها الملاك الحارس. | 1957–      |
| المملكة المتحدة  | 132 سـم (52 بوصة)       | اريك كولين ‏        | كان كولين ممثلًا اسكتلنديًا مصابًا بمرض التصلب الغضروفي، واشتهر بدور وي بورني في مسلسل راب سي نسبيت الذي عرضته هيئة الإذاعة البريطانية بي بي سي. | 1965–1996  |
| الولايات المتحدة | 135 سـم (53 بوصة)       | بيتر دينكلاج       | ممثل أمريكي حائز على جائزة إيمي ومصاب بنقص التعظم الغضروفي. وقد لعب دور البطولة في أفلام عامل المحطة وصراع العروش ورجال-إكس: أيام المستقبل الماضي. | 1969–      |
| الولايات المتحدة | 136 سـم (54 بوصة)       | ديك بيلز           | متخصص في أداء أصوات الأولاد الصغار، مع أنه كان يؤدي أيضًا أصوات الفتيات الصغيرات. | 1927–2012  |
| كندا             | 137 سـم (54 بوصة)       | ريك هاولاند ‏       | | غير معروف  |
| الولايات المتحدة | 129.54 سـم (51.00 بوصة) | صوفيا شايان ‏       | صوفيا ممثلة ومدافعة نشطة عن حقوق ذوي الاحتياجاتي الخاصة في مجال الفنون. وهي مصابة بالتقزم من نوع SEDc. اشتهرت بدور لويز في مسلسل لودرملك (2018-2020)                                                                                                  | 1991–      |
| الولايات المتحدة | 145 سـم (57 بوصة)       | ليندا هانت         | ممثلة أمريكية فازت بجائزة الأوسكار لأفضل ممثلة مساعدة عن دورها بيلي كوان في فيلم سنة العيش بخطورة. كما لعبت دور شادوت مابيس في فيلم ديفيد لينش المقتبس عن فيلم كثبان.                                                                                 | 1945–      |
| سوريا            | —                       | جون جورج           | | 1898–1968  |
| الولايات المتحدة | —                       | جورج براسنو ‏       | | 1911–1982  |
| الولايات المتحدة | —                       | أوليف براسنو ‏      | | 1917–1998  |
| المملكة المتحدة  | —                       | جورج كلايدون ‏      | | 1933–2001  |
| المملكة المتحدة  | —                       | مايك إدموندز       | ممثل بريطاني في فيلم الخادمة ماريان ورجالها المرحون وقطاع الطرق وفيديو رقصة الأمان. | 1944–      |
| كندا             | —                       | قاي بيغ ‏           | ممثل كندي اشتهر بدور الكونت القزم في مسلسل تلفزيوني للأطفال بيت فرايتنشتاين المضحك. | 1946–1978  |
| المملكة المتحدة  | —                       | مالكولم ديكسون ‏    | | 1953–2020  |
| الفلبين          | —                       | رومي باسترانا ‏     | ممثل فلبيني. | 1958–      |
| كندا             | —                       | جوردون برنتيس      | الممثل الكندي، ظهر في البرج | 1973–      |
| الفلبين          | —                       | نويمي تيسوريرو ‏    | ممثلة فلبينية مصابة بالتقزم كوميدية ومدونة. | 1974–2021  |
| نيجيريا          | —                       | تشينيدو إيكيديزي   | اشتُهر إيكيديزي بأدائه إلى جانب أوسيتا إهيمي في معظم الأفلام بعد ظهورهما في فيلم آكي نا أوكوا. | 1977–      |
| نيجيريا          | —                       | أوسيتا أهييم       | | 1982–      |
| المملكة المتحدة  | —                       | ليزا هاموند        | | 1983–      |
| DR Congo         | —                       | سيسيل باييها       | اشتهرت بايها بدور الأسيرة ليكولا في الفيلم الفرنسي البريطاني جنوب أفريقي من رجل إلى رجل عام 2005 | غير معروف  |
| ساموا            | —                       | فافيولا ساغوتي ‏    | | 1980s–2022 |
| الفلبين          | —                       | جوزفين بيبيت بيري ‏ | ممثلة فلبينية بدور أوناي في مسلسل أوناناي، والأميرة ر. مونتيفانو في مسلسل الأميرة الصغيرة، وليليت ميركادو ماتياس في مسلسل ليليت ماتياس: محامية في القانون.                                                                                            | 1994–      |

## الفنانون والكتاب
متوفي

  لا يزال على قيد الحياة

| الجنسية                        | الطول                   | الاسم                                          | ملاحظات                                   | العمر     |
| ------------------------------ | ----------------------- | ---------------------------------------------- | ----------------------------------------- | --------- |
| الولايات المتحدة               | 106.6 سـم (42.0 بوصة) B | جودي لين ديل راي                               | مؤلف خيال علمي الأمريكي.                  | 1943–1986 |
| إنجلترا                        | 116.8 سـم (46.0 بوصة)   | ريتشارد جيبسون (رسام)                          | رسام بورتريهات مصغرة من القرن السابع عشر. | 1615–1690 |
| فرنسا                          | 142 سـم (56 بوصة)       | هنري دي تولوز لوتريك                           | رسام فرنسي                                | 1864–1901 |
| الإمبراطورية الرومانية المقدسة | فرانسوا دي كوفيليس      | مهندس معماري فلمنكي اشُتهر بتصميم مسرح كوفيليس. | 1695–1768                                 |           |

## الرياضيين
متوفي

  لا يزال على قيد الحياة

| الجنسية          | الطول             | الاسم         | الرياضة        | الملاحظات | العمر |
| ---------------- | ----------------- | ------------- | -------------- | --- | ----- |
| الولايات المتحدة | 115 سـم (45 بوصة) | جولي ويندسور  | عدّاء           | كانت ويندسور من أوائل المصابين بالتقزم الذين أكملوا ماراثون بوسطن بعد محاولتها الأولى في عام 2013. وفي حين أنها لم تتمكن من إنهاء السباق في ذلك العام بسبب القصف، إلا أنها حققت هدفها في ماراثون بوسطن 2014 ‏. | 1987– |
| المملكة المتحدة  | 123 سـم (48 بوصة) | إيلي سيموندز ‏ | سباح           | حائز على العديد من الميداليات الذهبية وحامل الرقم القياسي العالمي في سباقات السباحة البارالمبية. | 1994– |
| نيجيريا          | 125 سـم (49 بوصة) | لوريتا أونيي ‏ | رياضي بارالمبي | فاز أوني بالميدالية الذهبية في رمي الجلة في الألعاب البارالمبية الصيفية 2016 وبطولة العالم لألعاب القوى لذوي الاحتياجات الخاصة 2015.                                                                          | 1984– |
| أستراليا         | 129 سـم (51 بوصة) | كيت ويلسون ‏   | سباح بارالمبي  | مثّل ويلسون أستراليا في دورة الألعاب البارالمبية في ريو دي جانيرو 2016. | 1998– |
| الولايات المتحدة | 132 سـم (52 بوصة) | ريكو آبرو     | سباق سيارات    | سائق ناسكار. | 1992– |
| تركيا            | 132 سـم (52 بوصة) | أوزليم كايا ‏  | سباح بارالمبي  | شاركت كايا في بطولة أوروبا 2011 حيث فازت بالميدالية البرونزية في سباق 100 متر سباحة. | 1992– |
| المملكة المتحدة  | 140 سـم (55 بوصة) | كايرون دوك ‏   | رياضي بارالمبي | شارك دوك في دورة ألعاب الكومنولث 2010 من بين مسابقات أخرى حيث فاز بميداليتين برونزيتين وفضية. | 1992– |
| تركيا            | —                 | سيجديم ديدي ‏  | رياضي بارالمبي | فاز ديدي بميدالية فضية في دورة الألعاب البارالمبية 2012 في رفع الأثقال. | 1980– |
| أستراليا         | —                 | سارة بوين ‏    | سباح بارالمبي  | فاز بوين بميداليتين ذهبيتين وميداليتين أولمبيتين فضيتين. | 1984– |
| أستراليا         | —                 | سارة روز      | سباح بارالمبي  | | 1986– |
| المملكة المتحدة  | —                 | هولي نيل      | رياضي بارالمبي | | 1989– |
| أستراليا         | —                 | كلير كيفر     | رياضي بارالمبي | | 1995– |
| أستراليا         | —                 | تيفاني ت. كين | سباح بارالمبي  | | 2001– |

## فنانون ترفيهيون
تشمل الأسماء هنا فناني السيرك والكوميديين ونجوم تلفزيون ومهن أخرى لا تتعلق بالتمثيل في الأفلام بشكل أساسي.
  متوفي

  لا يزال على قيد الحياة

| الجنسية                        | الطول                 | الاسم                       | النوع              | الملاحظات | العمر        |
| ------------------------------ | --------------------- | --------------------------- | ------------------ | --- | ------------ |
| الصين                          | 71 سـم (28 بوصة)      | تشي ماه ‏                    | لاعب سيرك          | وُلد في الصين، وجيء به إلى الولايات المتحدة مع بارنوم وبيلي عام 1881. تقاعد في نوكس، إنديانا.                   | 1838–1926    |
| الولايات المتحدة               | 81 سـم (32 بوصة)      | لافينيا ارين                | لاعب سيرك          | قدمت ارين عروضًا في السيرك مع زوجها تشارلز ستراتون (انظر أدناه) تحت قيادة بي تي بارنوم.                         | 1841–1919    |
| فرنسا                          | 86 سـم (34 بوصة)      | نيكولا فيري                 | قزم المحكمة ‏       | قزم البلاط الفرنسي المُلقب ببيبي والذي كان تابعًا للملك البولندي ستانيسلاف ليزينسكي.                             | 1741–1764    |
| الولايات المتحدة               | 91 سـم (36 بوصة)C     | تشارلز شيروود ستراتون       | لاعب سيرك          | عُرف أيضًا باسم الجنرال توم ثامب، وقد اشتهر تحت إدارة بي. تي. بارنوم.                                            | 1838–1883    |
| الولايات المتحدة               | 91 سـم (36 بوصة)D     | توماس ديلوارد ‏              | ممثل مسرحي         | فنان العروض المسيقية في القرن التاسع عشر.                                                                      | 1840–1902    |
| إنجلترا                        | 100 سـم (39 بوصة)B    | جيفري هدسون ‏                | قزم المحكمة        | قزم البلاط الإنجليزي والمهرج لتشارلز الأول.                                                                    | 1619–1682    |
| روسيا                          | 102cm (40 in)         | حاصبولا                     | مشهور على الإنترنت | شخصية روسية مشهورة على المواقع التواصل الإجتماعية                                                              | 2002 -       |
| الإمبراطورية الرومانية المقدسة | 104 سـم (41 بوصة)     | هيدسور كونراد إرنست كوبرنين | قزم المحكمة        | خدم مساعد للأميرة أوغستا أميرة ساكس-غوتا-ألتينبورغ مما جعله آخر أقزام البلاط.                                  | 18th century |
| الولايات المتحدة               | 106 cm (42 inch)      | إيفان إيكنرود ‏              | مشهور على الإنترنت | اشتهر إكنرود على منصة التواصل الاجتماعية فاين قبل أن ينتقل إلى العمل مع نجم وسائل التواصل الاجتماعي لوجان بول. | 1997–        |
| الولايات المتحدة               | 106.6 سـم (42.0 بوصة) | جورج واشنطن موريسون نوت ‏    | لاعب سيرك          | يُعرف باسم العميد نوت.                                                                                          | 1848–1881    |
| المملكة المتحدة                | 106.6 سـم (42.0 بوصة) | بيلي ميرشانت                | لاعب سيرك          | فنان سيرك بريطاني.                                                                                             | 1919–2001    |
| الولايات المتحدة               | 115 سـم (45 بوصة)     | بول وي ماركيت ‏              | ممثل هزلي          | رئيس تشريفات في نادي بيرد لاند الأصلي.                                                                         | 1914–1992    |
| الولايات المتحدة               | 117 سـم (46 بوصة)     | فرانكي سالوتو ‏              | لاعب سيرك          | قدم سالوتو عروضه لأكثر من أربعة عقود مع سيرك رينغلينغ براذرز.                                                  | 1906–1982    |
| سوريا                          | 122 سـم (48 بوصة)     | شارلا باكليان فضول ‏         | التلفزيون الواقعي  | مُشارك أمريكي (من أصل سوري) في برنامج السباق المدهش (المواسم 5 و11).                                            | 1976–        |
| الولايات المتحدة               | 124.4 سـم (49.0 بوصة) | هنري جوزيف ناصيف جونيور ‏    | مقدم برامج إذاعية  | فنان أمريكي ظهر كثيرًا في برنامج هوارد ستيرن شو.                                                                | 1962–2001    |
| المملكة المتحدة                | 129.5 سـم (51.0 بوصة) | جيمي كليثرو ‏                | كوميدي             | ممثل كوميدي بريطاني يُدعى طفل كليثرو.                                                                           | 1921–1973    |
| الولايات المتحدة               | 129.5 سـم (51.0 بوصة) | بيتلجوس                     | كوميدي             | فنان معروف بظهوره في برنامج هوارد ستيرن شو.                                                                    | 1968–        |
| الولايات المتحدة               | 132 سـم (52 بوصة)     | براد ويليامز ‏               | كوميدي             | ممثل كوميدي أمريكي وشخصية إذاعية.                                                                              | 1984–        |
| المملكة المتحدة                | 145 سـم (57 بوصة)     | وي جورجي وود ‏               | كوميدي             | ممثل كوميدي تحمل أحد السكك الحديدية اسمه، وكذلك مصطلح في اللغة العامية الأسترالية يُشتق من اسمه (وي جورجي).     | 1894–1979    |
| الولايات المتحدة               | —                     | مارشال ب. وايلدر            | كوميدي             | كوميدي أمريكي.                                                                                                 | 1859–1915    |

## الموسيقيين/المغنين
متوفي

  لا يزال على قيد الحياة

| جنسية            | ارتفاع                | اسم                               | ملحوظة                                       | عمر       |
| ---------------- | --------------------- | --------------------------------- | -------------------------------------------- | --------- |
| ألمانيا          | 134 سـم (53 بوصة)     | توماس كواستهوف                    | مغنّي كلاسيكي ذو طبقة الباس باريتون.          | 1959–     |
| روسيا            | 130.0 سم (51.2 بوصة)  | أوليمبيا إيفليفا                  | موسيقي روسي وعضو مؤسس في فرقة ليتل بيغ       | 1990–     |
| البرازيل         | 111 سـم (44 بوصة)     | نيلسون نيد                        | مغني وملحن برازيلي.                          | 1947–2014 |
| الولايات المتحدة | 112 سـم (44 بوصة)     | بوشويك بيل (من مواليد ريتشارد شو) | مغني راب أمريكي، عضو مؤسس في فرقة جيتو بويز. | 1966–2019 |
| الولايات المتحدة | 114.3 سـم (45.0 بوصة) | جو سي. (جوزيف كاليخا)             | مساعد كيد روك.                               | 1974–2000 |
| الولايات المتحدة | غير متاح              | تشيك ويب                          | عازف طبول الفرق الكبيرة.                     | 1905–1939 |
| فرنسا            | غير متاح              | ميشيل بيتروتشياني                 | عازف بيانو جاز فرنسي.                        | 1962–1999 |

## السياسيين
| جنسية    | ارتفاع            | اسم              | ملحوظة                      | عمر       |
| -------- | ----------------- | ---------------- | --------------------------- | --------- |
| النرويج  | 142 سـم (56 بوصة) | ساندرا بورش      | سياسي نرويجي مصاب بالتقزم.  | 1988–     |
| بولندا   | 99 سـم (39 بوصة)  | جوزيف بوروولاسكي | كونت بولندي.                | 1739–1837 |
| أستراليا | 127 سـم (50 بوصة) | آلان إيجليستون   | سياسي أسترالي مصاب بالتقزم. | 1941–     |

## آحرون
متوفي

  لا تزال على قيد الحياة

| الجنسية          | الطول                 | الاسم                    | الملاحظات | العمر     |
| ---------------- | --------------------- | ------------------------ | --- | --------- |
| هولندا           | 61.0 سـم (24.0 بوصة)  | باولين موسترز ‏           | امرأة هولندية، مسجلة في موسوعة جينيس للأرقام القياسية بكونها أقصر امرأة في العالم                                                   | 1876–1895 |
| إنجلترا          | 114 سـم (45 بوصة)     | آن كلوز                  | عاش لمدة طويل (ثاني أطول عمر بعد سوزانا بوكويني) وكان لديها منزل مصمم وفقًا لقامتها.                                                 | 1681–1784 |
| الولايات المتحدة | 135.0 سـم (53.1 بوصة) | بول ستيفن ميلر ‏          | خبير في مجال حقوق ذوي الاختياجات الخاصة ومفوض لجنة تكافؤ فرص العمل وأستاذة في كلية الحقوق في جامعة واشنطن ‏، والمساعدة الخاصة للرئيس | 1961–2010 |
| إنجلترا          | 137.0 سـم (53.9 بوصة) | ألكسندر بوب              | كاتب وشاعر ومترجم وكاتب ساخر بارز                                                                                                   | 1688-1744 |
| بروسيا           | N/A                   | تشارلز بروتيوس شتاينميتز | عالم رياضيات ومهندس كهربائي ألماني أمريكي ، أحدب أيضًا.                                                                              | 1865–1923 |
| هولندا           | N/A                   | الكسندر كاتان ‏           | معلم هولندي وضحية لتجارب النازيين الذي أصبح في النهاية عرضًا تشريحيًا.                                                                | 1899–1943 |
| المملكة المتحدة  | N/A                   | توم شكسبير               | يُعرف أيضًا باسم توماس ويليام شكسبير، البارونيت الثالث. عالم وراثة مصاب بمرض التنسج الغضروفي.                                         | 1966–     |

- سيباستيانو بيافاتي، أمين متحف التحف في القرن السابع عشر [118]
- ويبراند لولكس، قزم هولندي زار بريطانيا عام 1790 [119]
- آن كلويس توفيت في 5 أغسطس 1784، قزمة إنجليزية من ماتلوك، ديربي؛ عاشت حتى بلغت 103 سنة مما يجعلها ثاني قزمة عاشت لمدة طويلة وهي مُدرجة في موسوعة غينيس للأرقام القياسية [120] [121]

## الملاحظات
أ.^ذكر أو أنثى (كامل النمو)
ب.^الارتفاع المقدر
ج.^يختلف الطول النهائي لتشارلز شيرفود ستراتون في المصادر الموثوقة، والتي تضعه أعلى أو بالقرب من 3 أقدام (91 سم). 
د.^كان ارتفاع توماس ديلوارد يتراوح بين 23 و36 بوصة، وقد أضيف أعلى ارتفاع تقديري له هنا.